# Nezumia cliveri
Nezumia cliveri är en fiskart som beskrevs av Akitoshi Iwamoto och Merrett, 1997. Nezumia cliveri ingår i släktet Nezumia och familjen skolästfiskar. Inga underarter finns listade i Catalogue of Life.